# Gascade
Die GASCADE Gastransport GmbH (Eigenschreibweise: GASCADE, bis Februar 2012 Wingas Transport GmbH) mit Sitz in Kassel ist ein Fernleitungsnetzbetreiber.

## Unternehmen
Die Gascade Gastransport GmbH ist eine Tochtergesellschaft der WIGA Transport Beteiligungs-GmbH & Co. KG, welche wiederum eine 100-prozentige Tochter der Securing Energy for Europe (SEFE) ist. Bis Anfang September 2024 hielt Wintershall Dea 50,02 Prozent der Anteile an WIGA, bis diese an SEFE verkauft wurden. Bis Sommer 2014 war Gascade ein Schwesterunternehmen des Gashandelskonzerns Wingas.
Das Unternehmen wurde 2010 im Zuge der Umsetzung des Dritten Liberalisierungspaketes der EU und des Energiewirtschaftsgesetzes (EnWG) gegründet. Gascade firmierte bis Ende Februar 2012 unter dem Namen Wingas Transport. Die Namensänderung in Gascade erfolgte zur Erfüllung der verschärften gesetzlichen Entflechtungsauflagen und besiegelte die Umwandlung zum so genannten „unabhängigen Transportnetzbetreiber“ (Independent Transmission Operator (ITO)) gemäß §10 EnWG mit diskriminierungsfreiem Netzzugang für alle Marktteilnehmer. Die Gascade ist damit per Gesetz zur Einhaltung der entsprechenden Entflechtungs- und Unabhängigkeitsvorgaben in Bezug auf ihre Anteilseigner verpflichtet. Die Unabhängigkeit der Gascade wurde im Rahmen eines Zertifizierungsverfahrens gemäß §4a EnWG geprüft und die Zertifizierung durch die Bundesnetzagentur unter Einbeziehung der Europäischen Kommission im Jahr 2013 erteilt.
Gascade ist Genossenschaftsmitglied der BIL eG sowie Teilnehmer am BIL-Portal und bildet Leitungsauskünfte über das durch die Genossenschaft betriebene Bundesweite Informationssystem für Leitungsrecherche (BIL) ab.
Gascade agiert im 2021 gegründeten Marktgebiet Trading Hub Europe und ist Gesellschafter. Gegen Gascade verhängte die Bundesnetzagentur im Sommer 2024 ein Bußgeld, da sie nach IT-Problemen fehlerhafte Werte veröffentlichten, die auf eine Inbetriebnahme von Nord Stream 2 hindeuteten.

## Betrieb
Gascade betreibt in Deutschland ein Fernleitungsnetz mit einer Länge von mehr als 3.700 Kilometern, zu dem unter anderem die Pipelines MIDAL (Mitte-Deutschland-Gasanbindungs-Leitung), RHG (Rehden-Hamburg-Gasleitung), WEDAL (Westdeutschland-Anbindungsleitung), JAGAL (Jamal-Gas-Anbindungsleitung), STEGAL (Sachsen-Thüringen-Erdgasleitung), ERM (Erdgasleitung Rhein-Main), EUGAL (Europäische Gasanbindungsleitung von der deutschen Ostseeküste bis Tschechien), Opal (Ostsee-Pipeline-Anbindungsleitung) und Ostsee Anbindungsleitung (OAL) zählen.

## Wasserstoff
Gascade hat zahlreiche Projekte ins deutsche Wasserstoffkernnetz eingebracht, das von der Bundesnetzagentur am 22. Oktober 2024 genehmigt worden ist.
Unter dem Programm „Flow – making hydrogen happen“ sollen 2025 rund 400 Kilometer bestehende Leitungsinfrastruktur von Lubmin an der Ostseeküste bis nach Bobbau in Sachsen-Anhalt für großvolumige Wasserstofftransporte umgestellt werden.
Für die Nordsee plant Gascade den Bau der Pipeline AquaDuctus, die eine Transportkapazität von bis zu 20 GW haben wird und die Potenziale der Wasserstofferzeugung auf hoher See einbinden sowie eine Vernetzung mit der Infrastruktur der übrigen Nordsee-Nachbarstaaten herstellen soll.

## Belege
1. ↑  Gascade Imagebroschüre (Memento des Originals vom 8. Juli 2020 im Internet Archive)  Info: Der Archivlink wurde automatisch eingesetzt und noch nicht geprüft. Bitte prüfe Original- und Archivlink gemäß Anleitung und entferne dann diesen Hinweis., S. 15
2. ↑  Bundesanzeiger
3. ↑  Bundesanzeiger
4. ↑  Sefe schließt Wiga-Übernahme ab. In: Energie & Management. 2. September 2024, abgerufen am 17. Oktober 2024.
5. ↑  BASF-Gruppe: BASF Bericht 2013. In: bericht.basf.com. 20. Juni 2019, archiviert vom Original (nicht mehr online verfügbar) am 20. Juni 2019; abgerufen am 20. Juni 2019.  Info: Der Archivlink wurde automatisch eingesetzt und noch nicht geprüft. Bitte prüfe Original- und Archivlink gemäß Anleitung und entferne dann diesen Hinweis.
6. ↑  Portrait, auf tradinghub.eu
7. ↑  energynewsmagazine.at: Deutsche Bundesnetzagentur bestraft Gascade. 18. Juni 2024, abgerufen am 19. Juni 2024.
8. 1 2  Unsere Infrastruktur. 31. August 2023, abgerufen am 24. Mai 2024 (deutsch).
9. ↑  Ostsee Anbindungsleitung (OAL) transportbereit. 26. Februar 2024, abgerufen am 2. April 2025.
10. ↑  FNB Gas. Abgerufen am 2. April 2025 (deutsch).
11. ↑  Bundesnetzagentur - Wasserstoff-Kernnetz. Abgerufen am 2. April 2025.
12. ↑  Flow – Making Hydrogen Happen. Abgerufen am 2. April 2025 (deutsch).
13. ↑  Elisabeth Terplan: GASCADE: Wasserstoffbefüllung des ersten Abschnitts des Programms Flow ist gestartet. In: gwf-gas.de. 14. März 2025, abgerufen am 2. April 2025.
14. ↑  Hydrogen Infrastructure in the North Sea. Abgerufen am 2. April 2025 (britisches Englisch).
15. ↑  Magnus Schwarz: „Der Wasserstoff-Markthochlauf wird gelingen“. In: H2-news.de. 7. Februar 2025, abgerufen am 2. April 2025.